# Феликс Валотон
Феликс Валотон (на френски: Félix Edouard Vallotton) е швейцарски и по-късно френски художник, график, дърворезбар и писател.

## Биография и творчество
Роден на 28 декември 1865 г. в Лозана, Швейцария. Умира на 29 декември 1925 г. в Ньой сюр Сен, Париж.
Феликс Валотон произхожда от протестанско семейство, което е регистрирано от 15 век в Vallorbe. На 17 години той заминава за Париж, където започва да се учи в Академия „Жулиан“ при Густав Буланже и Жул Жозеф Лефевр. От 1885 г. започва да показва свои картини на изложби. През 1890 г. става известен основно със своите ксилографски произведения, които правят впечатление със своите черно-бели контрасти и са публикувани в някои списания като La Revue blanche, Pan и Die Insel. През 1892 г. става член на групата на набистите. При създаването на картините си, той остава основно последовател на Гюстав Курбе и Едуар Мане. През 1899 г. се жени за Габриеле Бернхайм (1863–1932), разведена Rodrigues-Henriques и дъщеря на парижки търговец на художествени произведения и собственик на галерия. През 1900 г. става френски поданник. На 60 години умира след операция от рак. 

## Галерия

### Картини (избани)
- Автопортрет (1885)
- Болестта (1892)
- Баня (1892)
- Trois femmes et une petite fille jouant dans l’eau (1907)
- Залез (1910)
- Бялото и черното (1913), по картината на Едуард Мане Олимпия
- Морски бряг при Онфльор (1915)
- Сенегалски войници в лагера Майли (1917)
- Paysage composé sous-bois (1918)
- на френски: Femme nue devant une salamandre (Гола жена пред печка "Саламандер"1900)

### Интересни факти
Писателят Мартин Зутер използва в своя роман „Последният Вейнфелд“ на немски: Der letzte Weynfeldt картината „Femme nue devant une salamandre“ (Гола жена пред печка Саламандер), както и идеята за подготвен специално фалшификат.

#### Ксилографии
- La Nuit (1897)
- La Raison probante (1898)
- En famille (1899)